# أندي إي
أندي إي (بالكورية: 앤디)‏ (و. 1981 – م) هو مغني، ومنتج موسيقي ‏، وممثل تلفزيوني، وممثل، من كوريا الجنوبية، ولد في سول، هو عضوٌ في شينهوا (منذ 1998).

## التعليم
تعلم في John F. Kennedy High School (Los Angeles) ‏، وKorea Kent Foreign School ‏.

## روابط خارجية
- أندي إي على موقع IMDb (الإنجليزية)
- أندي إي على موقع IMDb (الإنجليزية)
- أندي إي على موقع ميوزك برينز (الإنجليزية)
- أندي إي على موقع ديسكوغز (الإنجليزية)